# Voracia casuariniphaga
Voracia casuariniphaga är en fjärilsart som beskrevs av Van Eecke 1931. Voracia casuariniphaga ingår i släktet Voracia och familjen ädelspinnare. Inga underarter finns listade i Catalogue of Life.